# قاموس سيرة ذاتية للمهندسين المدنيين
يناقش قاموس السيرة الذاتية للمهندسين المدنيين في بريطانيا العظمى وأيرلندا حياة الأشخاص المهتمين ببناء الموانئ والمنارات، وإجراء تصريف المياه وتحسين الملاحة النهرية، وبناء القنوات والطرق والجسور والسكك الحديدية في وقت مبكر، وتوفير مرافق إمدادات المياه. يغطي المجلد الأول، الذي نُشر في عام 2002، السنوات من 1500 إلى 1830، بينما يغطي المجلد الثاني، المنشور في عام 2008، 1830 إلى 1890. كان المحرر الرئيسي للمجلد الأول الأستاذ أ. المؤرخون.
تناقش مقدمة من 18 صفحة في المجلد الأول ممارسة الهندسة المدنية من 1500 إلى 1830. ويختتم العمل بملاحق تناقش الأجور والتكاليف والتضخم، والتسلسل الزمني لأعمال الهندسة المدنية الكبرى، ومؤشرات الأماكن والأسماء. تناقش مقدمة المجلد الثاني ممارسة الهندسة المدنية من 1830 إلى 1890.